# Emeric Feric
Emeric Feric (n. 6 octombrie 1936, Suplacu de Barcău, Bihor) este un fost deputat român în legislatura 1992-1996, ales în județul Bihor ca reprezentant al minorității slovacilor din România. Emeric Feric este profesor de istorie. 